# Elaeocyma empyrosia
Elaeocyma empyrosia é uma espécie de gastrópode do gênero Elaeocyma, pertencente à família Drilliidae.

## Descrição
A Concha dessa espécie de Caracol do mar cresce aproximadamente 30 mm.

## Distribuição
Esta espécie sobrevive no Pacífico Oriental, longe da Califórnia.